# Альберт Селадес
Альберт Селадес (ісп. Albert Celades, нар. 29 вересня 1975, Барселона) — іспанський футболіст, що грав на позиції півзахисника. По завершенні ігрової кар'єри — тренер. З 2014 року очолює тренерський штаб команди Іспанія U21.
Є одним з небагатьох гравців, що вигравав титул чемпіона Іспанії з двома головними конкурентами — «Барселоною» і «Реалом». Загалом виграв з цими іспанськими грандами десять національних і міжнародних трофеїв. Також має на своєму рахунку 4 матчі у складі національної збірної Іспанії.

## Клубна кар'єра
Народився 29 вересня 1975 року в місті Барселона. Вихованець футбольної школи «Барселони». З 1994 року став виступати за резервну команду клубу.
У сезоні 1995/96 дебютував за основну команду під керівництвом Йогана Кройфа, спочатку в Лізі чемпіонів, а 30 вересня 1995 і у Ла Лізі в Ель Класіко проти мадридського «Реала» (1:1). Загалом закінчив свій перший сезон у головній команді з 16 іграми у чемпіонаті та двома голами, а каталонці посіли третє місце в Ла Лізі. Тим не менш, він все одно ще паралельно залучався до матчів дубля. Наступного сезону клуб ставав володарем Суперкубка Іспанії з футболу та володарем Кубка Кубків УЄФА, але Селадес виходив на поле вкрай рідко, не зігравши в жодному з цих фіналів.
Лише у сезоні 1997/98 Альберт став основним гравцем команди, зігравши у 36 матчах Ла Ліги, коли команда Луї ван Гала здобула титул чемпіона Іспанії після трирічної перерви, а Селадес був визнаний найкращим молодим футболістом року в Іспанії. Крім цього при безпосередній допомозі Селадеса каталонці захистили Кубок Іспанії, здолавши у фіналі «Мальорку», незважаючи на те, що Альберт не забив свій післяматчевий пенальті. Він також зіграв в обох матчах Суперкубка УЄФА 1997 року і допоміг команді здобути верх над «Боруссією» (Дортмунд), але у наступному сезоні втратив місце к основі, хоча і виграв останній трофей з «блаугранас» — другий поспіль титул чемпіона Іспанії.
Влітку 1999 року на правах вільного агента перейшов у «Сельту», де провів наступний сезон, після чого опинився в таборі найпринциповіших суперників «Барси» — мадридського «Реала». Його прихід збігся з початком ери «Галактікос» у мадридському клубі і появою ряду зіркових гравців, тому Селадес за 4 роки в стані «вершкових» так і не став гравцем основи. За цей час додав до переліку своїх трофеїв ще два титули чемпіона Іспанії, знову ставав володарем Суперкубка Іспанії, володарем Суперкубка УЄФА, переможцем Ліги чемпіонів УЄФА та володарем Міжконтинентального кубка, хоча серйозного внеску у ці трофеї не зробив, а у 2003 році «Реал» віддавав Селадеса в оренду у французьке «Бордо».
З 2005 року три сезони захищав кольори команди клубу «Реал Сарагоса». Більшість часу, проведеного у складі сарагоського «Реала», був основним гравцем команди, зігравши за неї в 71 матчі. В свій перший рік він допоміг клубу досягти фіналу Кубка Іспанії і покинув клуб в кінці сезону 2007/08 на правах вільного агента після вильоту клубу з Ла Ліги. Загалом за кар'єру провів 223 ігор у вищому іспанському дивізіоні протягом 12 сезонів, забивши 8 м'ячів.
У кінці кар'єри у березні 2009 року Альберт на сезон перебрався до клубу MLS «Нью-Йорк Ред Буллз», а на початку 2010 року разом з іншим відомим іспанським футболістом Агустіном Арансабалем грали за гонконзький клуб «Кітчі» на передсезонному турнірі «Lunar New Year Cup».

## Виступи за збірні
1992 року дебютував у складі юнацької збірної Іспанії, взяв участь в 11 іграх на юнацькому рівні, відзначившись одним забитим голом.
Протягом 1996—1998 років залучався до складу молодіжної збірної Іспанії. На молодіжному рівні зіграв у 8 офіційних матчах, забив 1 гол.
3 червня 1998 року дебютував в офіційних іграх у складі національної збірної Іспанії в матчі зі збірною Північної Ірландії (4:1). Того ж місяця у складі збірної був учасником чемпіонату світу 1998 року у Франції, де зіграв у 2 матчах проти Нігерії та Парагваю. Після цього тривай час за збірну не грав і свою четверту та останню гру провів у 2000 році у матчі відбору на чемпіонат світу 2002 року проти Боснії і Герцеговини (2:1).

## Кар'єра тренера
Розпочав тренерську кар'єру невдовзі по завершенні кар'єри гравця, очоливши тренерський штаб юнацької збірної Іспанії до 16 років, де пропрацював з 2013 по 2014 рік.
7 травня 2014 року, після того, як Хулен Лопетегі очолив «Порту», Селадес зайняв його місце на посаді головного тренера молодіжної збірної Іспанії. У жовтні того ж року підопічні Селадеса програли плей-оф кваліфікації на молодіжний чемпіонат Європи 2015 року проти збірній Сербії і несподівано не пробились на турнір, зазнавши першої поразки за 35 матчів. Натомість вже на наступний чемпіонат 2017 року команда кваліфікувалась, ставши срібним призером Європи.

## Титули і досягнення
- Чемпіон Іспанії (4):

«Барселона»: 1997–98, 1998–99
«Реал Мадрид»: 2000–01, 2002–03
- Володар Кубка Іспанії (2):

«Барселона»: 1996–97, 1997–98
- Володар Суперкубка Іспанії (2):

«Барселона»: 1996
«Реал Мадрид»: 2001
- Володар Кубка Кубків УЄФА (1):

«Барселона»: 1996–97
- Володар Суперкубка УЄФА (2):

«Барселона»: 1997
«Реал Мадрид»: 2002
- Переможець Ліги чемпіонів УЄФА (1):

«Реал Мадрид»: 2001–02
- Володар Міжконтинентального кубка (1):

«Реал Мадрид»: 2002